# جانت مک‌دانلد
جانت مک‌دانلد (انگلیسی: Jeanette MacDonald؛ ۱۸ ژوئن ۱۹۰۳ – ۱۴ ژانویهٔ ۱۹۶۵) هنرپیشه و خواننده اهل ایالات متحده آمریکا بود.

## گزیده فیلم‌شناسی
از فیلم‌ها یا برنامه‌های تلویزیونی که وی در آن نقش داشته‌است می‌توان به آثار زیر اشاره کرد.
- جلوه عشق (۱۹۲۹)
- مونت‌کارلو (فیلم ۱۹۳۰) (۱۹۳۰)
- یک ساعت با تو (۱۹۳۲)
- امشب عاشقم باش (۱۹۳۲)
- ماریتای بدجنس (فیلم) (۱۹۳۵)
- رز ماری (فیلم ۱۹۳۶) (۱۹۳۶)
- سان‌فرانسیسکو (فیلم ۱۹۳۶) (۱۹۳۶)
- فایرفلای (فیلم) (۱۹۳۷)
- ماه نو (فیلم ۱۹۴۰) (۱۹۴۰)